# Visayalydina sierricola
Visayalydina sierricola är en tvåvingeart som beskrevs av Townsend 1926. Visayalydina sierricola ingår i släktet Visayalydina och familjen parasitflugor. Inga underarter finns listade i Catalogue of Life.